# نايت والكوت
ناثانيل (نايت) والكوت (Nathaniel (Nate) Walcott) من مواليد 6 مارس 1978، هو مؤلف موسيقي وموزع وعازف على عدة أدوات. هو عضو في فرقة برايت آيز. في 2014 قام هو وزميله في الفرقة مايك موجيس بتلحين الموسيقى التصويرية لفيلم The Fault in Our Stars، المستوحى من رواية بنفس الاسم للمؤلف جون غرين.

## روابط خارجية
- نايت والكوت على موقع IMDb (الإنجليزية)
- نايت والكوت على موقع ميوزك برينز (الإنجليزية)
- نايت والكوت على موقع ديسكوغز (الإنجليزية)
- نايت والكوت على موقع قاعدة بيانات الفيلم (الإنجليزية)